# Serge Noël (poète)
Pour les articles homonymes, voir Serge Noël et Noël (homonymie).
Serge Noël, né le 23 septembre 1956 à Ixelles et mort le 27 octobre 2020 à Bruxelles,, était un travailleur social, poète et romancier belge.
Il a publié quatorze recueils de poèmes et quatre romans entre 1979 et 2016.

## Biographie
Poète et « auteur engagé », il est également, depuis son adolescence, un militant antiraciste actif dans les milieux de la gauche radicale bruxelloise,.
Éducateur de rue de profession, il est engagé pendant de nombreuses années dans la lutte pour la défense des droits des migrants et des sans-papiers. En 2005, il est à l'initiative de la création de l'association « SOS Migrants ».

## Œuvres
- Le violon-loup, poème, chez l’auteur, 1979.
- Dormir, poèmes, Éditions André De Rache, 1981.
- Al Majnûn, poèmes, Éditions du 22 mars, 1985.
- Voyage à Auschwitz, poème, Éditions Turbulences, 1998.
- Enfants grimaciers, poèmes, Éditions de la Longue Vue, 1998.
- Je suis la plus petite place Tien Anmen du monde, poèmes, Éditions LUX, 1999.
- Mémorial des morts sans tombeau, coécriture des mémoires d’une survivante d’Auschwitz, avec Maryla Michalowski-Dyamant, Éditions d’Lëtzebuerger Land, 2000.
- Reconstruisons notre chant d’amour et de guerre, poèmes, Éditions Le Chant des Rues, 2004.
- Passer le temps ou lui casser la gueule, poèmes, Éditions Maelström, 2005[8].
- Journal d’un homme seul, roman, Éditions Biliki, 2006 (réédité en 2009).
- Un communiqué du ministère de la nuit, poèmes, Éditions Biliki, 2006.
- Un flic ordinaire, roman, Éditions Cylibris – Paris, 2007[9].
- Le Fils du Père Noël, poèmes, Éditions Maelström, 2007[10].
- La Passe magique, poèmes, Éditions L’Arbre à paroles, 2011.
- Exil de nos ivresses, poèmes, Éditions Maelström, 2011[11].
- La beauté des blessures, poème, Éditions Maelström, 2012[12].
- Aux premières heures d'un jour nouveau, roman, Éditions Maelström, 2013[13].
- Danser avec le diable, roman, Editions Gaies et Lesbiennes, Paris, 2014[14].
- A la limite du prince charmant, poèmes, Editions l'Arbre à paroles, 2018.

### Coordination d’ouvrages collectifs
- Bruxelles/Tanger – enfants des rues, livre/CD/DVD, coédition Le Chant des Rues / Biliki, 2006.
- Paroles d’exils – 200 témoignages de migrants entre l’Afrique et l’Europe, coédition Le Chant des Rues / Biliki, 2007.
- Trois planètes, une ville, livre/DVD – rencontre et dialogues entre trois publics d’âge et de culture différents à Bruxelles, coédition Le Chant des Rues / Biliki, 2009.
- J'ai deux amours, ouvrage collectif - 6 récits de vie, avec interview et mots clés, sur la double identité, éditions Le Chant des Rues, 2012.
- Classe de oufs!, ateliers de poésie avec les enfants des 5èmes primaires de l'École de l'Enfant Jésus, à Bruxelles, éditions Le Chant des Rues, 2013.
- Des intégrations, recueil de poèmes collectif, avec quatre jeunes auteurs d'origine africaine, éditions Le Chant des Rues, 2014.
- Visages humains, vingt-cinq parcours de migrants aujourd'hui en Belgique, éditions Le Chant des Rues, 2015.

## Récompenses
En 1981, Serge Noël a reçu le Prix George Lockem de l'Académie de Langue et de Littérature françaises de Belgique, pour son recueil de poèmes "Dormir",
En 2001, il a été lauréat (1er et 5e Prix) du Concours de poésie du Cercle de Philosophie et Lettres et de la Commission culturelle de l’Université libre de Bruxelles.
En 2007, il a reçu le Premier Prix Jeunesse Education permanente de la Fédération Wallonie/Bruxelles, pour l'ouvrage collectif "Bruxelles/Tanger, enfants des rues".
Il a été Prix du Jury du Prix Gros Sel pour son recueil "Exil de nos ivresses" en 2011.